# ルネ・アルディ
ルネ・アルディ（René Hardy, 1911年10月31日 - 1987年4月12日）はレジスタンス運動の活動家の一人。戦後、対独協力（コラボラシオン）を噂された。
1911年オルヌ県モルトレに生まれた。フランス共産党の党員であり、占領下でレジスタンス運動に参加。SNCF（フランス国鉄）、N・A・P=Fer（国鉄細胞活動）などで活動し、緑の計画ではアンドレ・エルブロネルと共同で連合国軍のフランス上陸に有利になるように占領軍の列車の妨害工作に従事していた。
1943年6月7日にシャロン駅にて、ゲシュタポの内通者ジャン・ミュルトンと国防軍防諜部員ムークに発見され、逮捕される。
カリュイール＝エ＝キュイールの会談にはアンリ・フルネと共にレジスタンス運動に係わっていたピエール・ド・ベヌーヴィル将軍の指示により参加、逮捕され掛かるが脱出に成功する。
これらは、多くのレジスタンスのリーダーが、アルディが反逆者であると疑うように導いた。そして、リュシー・オブラックは汚染されたジャムのポットを彼に送ったが、彼はジャムを食べなかった。
戦後になってから対独協力容疑で二度に亘り訴追される。1947年1月、セーヌ裁判所で裁判に掛けられた際、無罪となった。1950年5月、その判決は破棄され、同じくセーヌ県の常設軍法裁判所で裁判にかけられたが、再び無罪となった。
なお二度目の裁判の切っ掛けは、カリュイール＝エ＝キュイールの会談に共に出席していたレイモン・オブラックらの告発によるものであった。